# برادران قاچاقچی
برادران قاچاقچی اصطلاحی است که برای اولین بار توسط محمود احمدی‌نژاد برای توصیف قاچاقچیان وابسته به مراکز قدرت در جمهوری اسلامی ایران در تیرماه ۱۳۹۰ به‌کار رفت. محمود احمدی‌نژاد در «همایش تخصصی راهبردهای نوین در پیشگیری و مبارزه با قاچاق کالا و ارز» از کسانی صحبت کرد که به گفته وی اسکله‌های خارج از کنترل گمرک در اختیار دارند و دست به جابجایی غیرقانونی و گسترده کالا می‌زنند. «اتصال شبکه‌های قاچاق به صاحبان قدرت و نفوذ» و «برادران قاچاقچی»، دو تعبیر جنجال‌آور احمدی‌نژاد در همایش علمی تخصصی راهبردهای نوین پیشگیری و مبارزه با قاچاق کالا و ارز بوده‌است. این سخنان احمدی‌نژاد واکنش فرماندهان سپاه پاسداران را به دنبال داشت. محمد علی جعفری فرمانده سپاه پاسداران این سخنان را یک موضوع انحرافی دانست. البته به این موضوع که چند اسکله در اختیار نظامیان است، اعتراف کرد، لیکن مدعی شد که هیچ‌گونه کالای تجاری در این بنادر ردوبدل نمی‌شود. در پی این واکنش‌ها، سایت ریاست جمهوری، سخنان منتشر شده احمدی‌نژاد را تکذیب کرد. آمارها حکایت از آن دارد که بیش از ۸۰ اسکله غیرمجاز در سواحل ایران وجود دارد که سهم استان هرمزگان نزدیک به ۴۰ اسکله از کل این اسکله‌هاست. محمود احمدی‌نژاد خواستار بسته شدن تمام مرزهای غیرقانونی ایران شد.